# Eva Tind
Eva Tind (født 18. februar 1974 i Pusan, Sydkorea) er en dansk forfatter, billedkunstner, filmskaber uddannet fra Kunstakademiets Arkitektskole i 2001.
Eva Tind debuterede på Gyldendal i 2009 med digtsamlingen do og modtog for udgivelsen Klaus Rifbjergs debutantpris for lyrik af Det Danske Akademi. I 2015 tildelt Statens Kunstfonds tre-årige arbejdslegat og i 2016 modtager af Otto Rungs forfatterlegat.

## Udgivelser
- do (digte), Gyldendal, 2009
- eva + adolf (digte), Gyldendal, 2011
- Rosenvej (roman), Gyldendal, 2012
- Objet fabriqué (digte), House of Fountain, Norge, 2013
- Han, Gyldendal (roman), Gyldendal, 2014
- Astas skygge (portræt), Gyldendal, 2016
- Ophav (roman), Gyldendal, 2019
- Kvinden der samlede verden (roman), Gyldendal, 2021
- Citronbjerget (roman), Gyldendal 2023

## Udstillinger
- Forårsudstillingen Charlottenborg, 2005
- Liv og Døden, Statens Museum for Kunst, 2011-2012
- Eva + Adolf, Det Kgl. Bibliotek, 2012
- Panorama, soloudstilling, Traneudstillingen i Gentofte, 2014

## Filmografi
- Himmelskibet, 2013
- This Is Not The End of The World, CPH:DOX, Göteborg Filmfestival, 2014
- En rød løber for Asta Nielsen, 2016